# Нічінан
Нічінан (яп. 日南市) — місто в Японії, у префектурі Міядзакі.

## Міста-побратими

- Наха, Японія (1969)
- Портсмут, США (1985)
- Інуяма, Японія (2000)